# 810 (szám)
A 810 (római számmal: DCCCX) egy természetes szám.

## A szám a matematikában
A tízes számrendszerbeli 810-es a kettes számrendszerben 1100101010, a nyolcas számrendszerben 1452, a tizenhatos számrendszerben 32A alakban írható fel.
A 810 páros szám, összetett szám, kanonikus alakban a 21 · 34 · 51 szorzattal, normálalakban a 8,1 · 102 szorzattal írható fel. Húsz osztója van a természetes számok halmazán, ezek növekvő sorrendben: 1, 2, 3,  5, 6, 9, 10,  15, 18, 27, 30, 45, 54, 81, 90, 135, 162,  270, 405 és 810.
A 810 négyzete 656 100, köbe 531 441 000, négyzetgyöke 28,46049, köbgyöke 9,32169, reciproka 0,0012345.
810 azok közé a számok közé tartozik, amelyekre igaz, hogy a két szomszédja, n-1 és n+1 ikerprímek.
810 egy olyan szám, amire nem csak az teljesül, hogy a szomszédjai ikerprímek, hanem az is, hogy 2n-1 és 2n+1 ikerprímek.
810 a Walther von Dyckről elnevezett Dyck-nyelv(en) egyik bináris szava tízes számrendszerben kifejezve.
A 810  kavicsok, pontok stb. segítségével kirakva  egy 271 oldalú szabályos sokszög alakba rendezhető, tehát egy 271-szögszám.
A 810 golyóból egy szabályos 82 oldalú sokszög fölé emelt gúlát lehet kirakni. Ugyancsak kirakható belőlük egy 203 oldalú sokszög fölé emelt gúla.

## 810-es szám más nevesebb előfordulásai
810 Atossa a Naprendszer kisbolygóövében található aszteroida.
A  810. haditengerészeti repülőszázad(en) részt vett a második világháborúban, a szuezi válságban és a koreai háborúban.
Az 1999-ben jelent meg a piacon az olcsó Intel 810-es chipset(en)
A 810-szám  a biblia különböző helyeivel is kapcsolatba hozható, és így a szentlélekre is vonatkoztatható, a „vigasztaló” és „barát” jelentés tulajdonítható neki.
A  810-es  Michigan keleti részének telefonos körzetszáma.